# Liceo statale Vincenzo Cuoco
Il liceo Vincenzo Cuoco -  di Napoli è stato fondato dopo la riforma Gentile del 1926 col nome di "Regio Liceo Scientifico di Napoli".
Oggi il liceo vanta quattro diversi indirizzi di studio: liceo scientifico, liceo scientifico opzione scienze applicate, liceo linguistico, liceo delle scienze umane opzione economico sociale. Dal 2021 fra le sezioni di liceo scientifico ne è presente una in cui è stata attivata la sperimentazione del liceo matematico.

## Storia
L'edificio scolastico fa parte di un complesso monumentale che comprende anche la chiesa di San Carlo all'Arena, l'istituto tecnico Gian Battista Della Porta e l'istituto Benedetto Croce. Nasce in seguito alla riforma Gentile del 1923, ma la primissima pietra del complesso fu posta nel 1602.
Nel 1926, diventa il primo liceo scientifico statale di Napoli, istituito con regio decreto col nome di Vincenzo Cuoco, staccandosi dall'istituto tecnico Gian Battista della Porta.